# Temple de l'Union
Le temple de l'Union est un temple hindou de l'île de La Réunion, département d'outre-mer français dans le sud-ouest de l'océan Indien. Situé au lieu-dit L'Union, à Bras-Panon, il est inscrit en totalité au titre des monuments historiques depuis le 17 septembre 2010,.